# Palazzo Moro a San Barnaba

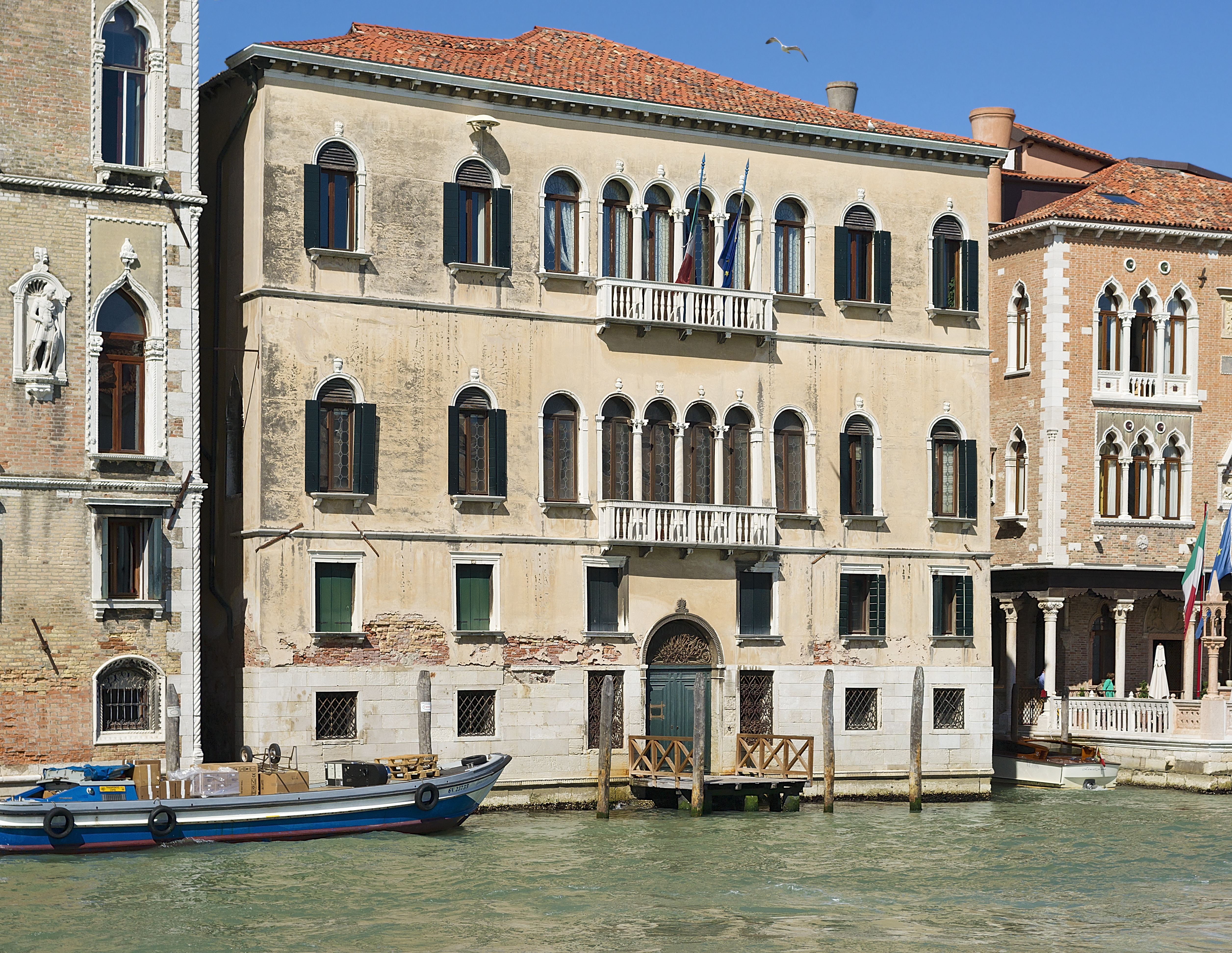
Palazzo Moro a San Barnaba

Palazzo Moro a San Barnaba, auch Palazzo Guoro oder Palazzo Barbini-Moro, ist ein Palast in Venedig in der italienischen Region Venetien. Er liegt im Sestiere Dorsoduro mit Blick auf den Canal Grande zwischen dem Palazzetto Stern und dem Palazzo Loredan dell’Ambasciatore.

## Geschichte
Das Gebäude, das auf einem vorhergehenden, gotischen Bauwerk basiert, stammt aus den ersten Jahren des 16. Jahrhunderts, wurde aber im 19. Jahrhundert grundlegend umgestaltet. Die Sage hat diesen Palast als das Wohnhaus von Othello, Hauptfigur der gleichnamigen Tragödie von William Shakespeare, identifiziert. Man denkt, dass dieser Charakter auf der realen Person des Cristoforo Moro basiert, dem späteren Dogen mit unglücklichem Familienleben.

## Beschreibung
Der Palast wirkt durch eine klare, nüchterne, ja geradezu für seine Zeit minimalistische Fassade ohne jedes Zierelement edel. Die einzigen wertvollen Elemente sind die beiden Vierfachfenster, gleichartig anzusehen, edel durch ihre Balkone und ihre einfachen, floralen Elemente an der Spitze und am hageren Portal zum Wasser. Ansonsten kann man hauptsächlich Einzelfenster an dem Gebäude sehen, mit Ausnahme einiger Doppelfenster auf der Seitenfassade, die, wenn dies überhaupt möglich ist, noch kahler und aseptischer erscheinen. Die einzigen erwähnenswerten Elemente sind das Portal zum Wasser und das darüberliegende Doppelfenster.
Im Palast finden sich verschiedene kleine Innenhöfe, auf dessen größten sich ein Dreifachfenster öffnet.